# Paul Louis Marie Dein
Paul Louis Marie Dein, né le 24 février 1768, à Retiers (Ille-et-Vilaine) et mort le 31 mars 1831 au château de Maillé en Plounévez-Lochrist (Finistère) est un maréchal de camp titré baron sous le Premier Empire.

## Biographie

### Carrière militaire
Il prend du service le 15 août 1792, dans le 17e bataillon de volontaires nationaux des réserves qui, après avoir été embrigadé dans le 1er bataillon du 71e de ligne, ci-devant Vivarais, et le 8e bataillon de volontaires de Paris, forma, en l'an II, la 131e demi-brigade de bataille, amalgamée à l'organisation de l'an VI dans la 1re d'infanterie de Ligne, devenue 1er régiment de la même arme en l'an XII.
Promu adjudant-major le 21 septembre suivant, il fait les campagnes de 1792 à l'an III à l'armée du Nord, et prend le commandement d'une compagnie de grenadiers le 10 vendémiaire an II. Le 25 prairial de cette dernière année, sur la route de Rousselaër à Menin, il soutient seul la retraite de la brigade du général Salen.

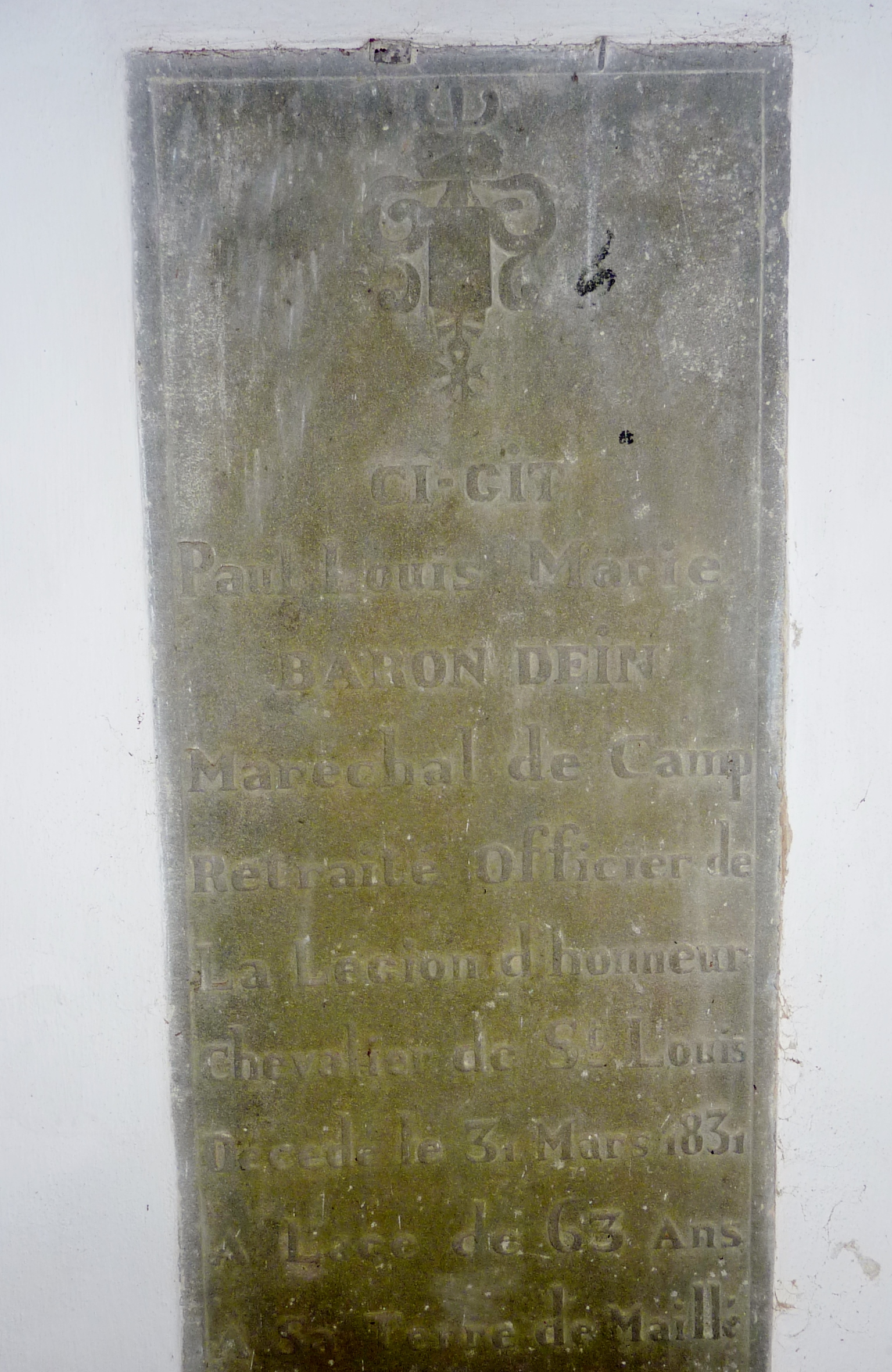
La pierre tombale du baron Paul Dein dans la chapelle du château de Maillé

Employé à l'armée du Rhin pendant les guerres des ans IV, V et VI, il passe en l'an VII à celle du Danube. Le 16 floréal, à l'affaire devant Zurich, il est blessé d'un coup de feu à la jambe droite, et le 15 prairial suivant, devant la même place, il sauve 2 pièces de canon par son énergie et sa présence d'esprit. Les tirailleurs ennemis ayant pénétré sur la route qui communiquait à une redoute, empêchent les pièces de partir, et la redoute n'est qu'à moitié armée ; l'officier d'artillerie craignant de ne pouvoir sauver ses pièces, s'apprête à les faire dételer et à les enclouer, lorsque le capitaine Dein s'y oppose. Il lui prescrit de les tenir prêtes à partir, laisse un détachement pour garder la redoute, et, marchant avec le reste de sa compagnie, il balaie la route de tous les ennemis qui s'y trouvent et fait passer les pièces. Mais pendant ce temps, la redoute a été occupée par l'ennemi ; le capitaine Dein se retire alors à quelque distance en arrière, et ayant rassemblé le plus de monde qu'il peut, il s'empare de la redoute qu'il perd et reprend encore une fois dans la journée.
Chef de bataillon le 12 messidor, il fait à l'armée d'Italie les campagnes des ans VIII et IX. Major du 15e de ligne le 11 brumaire an XII, il va rejoindre son nouveau corps à Brest. Membre de la Légion d'honneur le 4 germinal an XII, il fait partie, en 1807, du camp de Saint-Venant. Colonel du régiment où il sert le 28 juin 1808, et envoyé à l'armée d'Espagne, il reçoit la croix d'officier de la Légion d'honneur le 12 novembre de la même année.
Baron de l'Empire le 12 novembre 1811, le mauvais état de sa santé l'oblige en 1812, à renoncer au service actif. La même année, il achète le château de Maillé en Plounévez-Lochrist. Placé le 13 août de cette année en qualité de commandant en second à l'École militaire de Saint-Cyr, il passe au commandement du Morbihan le 9 novembre 1813.
Mis en non-activité après l'abdication de l'Empereur, chevalier de Saint-Louis, il demeure dans cette position jusqu'au 5 août 1822, époque à laquelle il obtient sa retraite avec le grade de maréchal de camp honoraire. Le titre de baron devient héréditaire.

### Descendance
Il épouse le 29 avril 1805 Louise de Carné-Carnavalet. Ils auront quatre enfants : 
- Paul Dein, président du tribunal civil de Guingamp
- Louis Dein, juge de paix à Redon, député du Finistère au Corps législatif de 1863 à 1869 et de 1869 à 1870
- Anaïs Dein, mariée à Hubert Guichon de Grandpont
- Adèle Dein, mariée à Jean de la Roche-Kerandraön

Cette famille subsiste de nos jours.

## Armoiries
| Figure | Blasonnement |
|        | Armes du baron Dein D'or, à un daim passant de sable, au chef d'azur, chargé de trois étoiles d'argent ; au franc-quartier des Barons militaires de l'Empire brochant au neuvième de l'écu., Devise« Recte semper » |